# I.A.S. - Investigatore allo sbaraglio
I.A.S. - Investigatore allo sbaraglio è un film per la televisione, diretto da Giorgio Molteni con protagonista Corrado, andato in onda in prima visione su Canale 5 il 26 settembre 1999.
Girato tra settembre e ottobre del 1998, doveva essere il primo di una miniserie di sei episodi, rimasta incompiuta in seguito alla morte di Corrado, avvenuta l'8 giugno del 1999. La messa in onda del film TV fu anticipata da una breve presentazione a cura di Maurizio Costanzo, all'epoca direttore di Canale 5.

## Trama
Dietro le quinte di una trasmissione televisiva presentata da Corrado avviene un misterioso omicidio. La vittima, di nome Antonio, è un artista in grado di riprodurre con il suo pennello i più celebri quadri della storia della pittura. Le sue opere sono protagoniste dello show, i concorrenti devono, infatti, individuare quali piccoli particolari differenziano la copia dal capolavoro originale. Dopo l'omicidio, sul set della trasmissione arrivano il dottor Morelli, capo della squadra Omicidi, il suo vice Gianni Ronci e l'agente Capozza. Alle loro indagini ufficiali si affiancano ben presto quelle ufficiose di Corrado, amico della vittima, e dei suoi fedeli collaboratori: la colf Agata e il tassista Piero. Le due indagini però, si ostacolano a vicenda, scatenando il malumore del dottor Morelli. Corrado sospetta che l'autore dell'omicidio sia il professor Gentili, esperto d'arte e ospite della trasmissione, e non la ballerina Pamela, principale indiziata della polizia. Tra mille peripezie il fiuto di Corrado riuscirà a far luce sull'omicidio.

## Produzione
Lo studio e buona parte dell'impianto scenografico del programma condotto da Corrado nel film TV erano quelli utilizzati in quel periodo per la trasmissione Buona Domenica, in onda su Canale 5 dal Teatro 3 di Cinecittà.